# Victoria Justice
Victoria Dawn Justice  (Hollywood, Florida, 1993. február 19. –) amerikai színésznő.
A floridai Hollywoodban született. Szülei Serene és Zack Justice. Édesanyja Puerto Ricó-i, míg édesapja angol, ír és német felmenőkkel is rendelkezik. Van egy húga, Madison. Victoria 8 évesen kapta első reklámszerepét. Ezután megkérdezte édesanyját, hogy folytathatja-e. Anyukája felkeresett pár ügynökséget Miamiban. A siker gyorsan jött. Eközben pedig különböző cégek számára is modellkedett. Az egyik legkeresettebb gyerekmodell lett. Los Angelesben bejutott a Performing Arts Magnet Iskolába.

## Életpályája
2003 nyarán a család átköltözött a floridai Hollywoodból a kaliforniai Hollywoodba. Nem sokkal ezután Justice kapott egy kisebb epizódszerepet a Szívek szállodája című sorozatban. Ekkor döntötte el, hogy a színészmesterséget szeretné művelni. De közben a modell szakmát sem hanyagolta el, részt vett három gyerekkampányban is: a Gap, Guess, és Ralph Lauren. 2005-ben szerepelt a Mary, When Do We Eat?, Silver Bells filmekben. Szintén ebben az évben kapott egy epizódszerepet is a The Suite Life of Zack and Cody című Disney sorozatban. A nyár folyamán felvételizett a Performing Arts Magnets Iskolába. A nagy áttörés májusban jött, amikor a Zoey 101 című sorozatban feltűnt Lola Martinez karakterében, mint Zoey (Jamie Lynn Spears) új szobatársa. Nagy álma, hogy 19 éves koráig egy Oscar-díjat kapjon. 2009-ben szerepelt a The Kings of Appletown című filmben, és feltűnt az iCarly című sorozatban is. 2010-ben pedig a The Boy Who Cried Werewolf című vígjátékban játszik főszerepet Brooke Shields mellett. Szintén ebben az évben indította útjára a Nickelodeon csatorna a Victorious című sorozatot, amelyben ő alakítja a főszereplő, Tori Vega karakterét. A sorozattal elindult énekesi karrierje is. 2010-ben jelentette be, hogy készíti első lemezét, amelyre ő is ír dalokat. A The First Time című romantikus vígjáték 2012-ben jelent meg, amelyben Britt Robertson, Dylan O’Brien és Molly C. Quinn mellett alakít főszerepet, illetve a Fun Size című vígjátékban is főszerepet játszik. Madagaszkár Pingvinjei sorozatban ő szólaltatta meg Stacy karakterét.

## Filmográfia

### Film
| Év   | Magyar cím            | Eredeti cím                    | Szerep         | Szinkronhang  |
| ---- | --------------------- | ------------------------------ | -------------- | ------------- |
| 2005 |                       | Mary                           | Stella         |               |
| 2005 |                       | When Do We Eat?                | Young Nikky    |               |
| 2006 |                       | The Garden                     | Holly          |               |
| 2006 |                       | Unknown                        | Daughter       |               |
| 2008 |                       | Adventures in Appletown        | Betsy          |               |
| 2012 |                       | The First Time                 | Jane Harmon    |               |
| 2012 |                       | Fun Size                       | Wren DeSantis  |               |
| 2013 |                       | Jungle Master                  | Rainie         |               |
| 2014 |                       | Snow White and the Seven Thugs | Snow White     |               |
| 2015 |                       | Get Squirrely                  | Lola           |               |
| 2015 |                       | Naomi and Ely's No Kiss List   | Naomi          |               |
| 2017 |                       | The Outcasts                   | Jodie          |               |
| 2018 | Testépítők            | Bigger                         | Kathy Weider   | Kelemen Kata  |
| 2019 |                       | Summer Night                   | Harmony        |               |
| 2021 |                       | Trust                          | Brooke Gatwick |               |
| 2021 | Kaptál még egy esélyt | Afterlife of the Party         | Cassie         | Czető Zsanett |
| 2022 | A tökéletes párosítás | A perfect pairing              | Lola Alvarez   | Pánics Lilla  |

### Televízió
| Év        | Magyar cím               | Eredeti cím                                                 | Szerep          | Szinkronhang  |
| --------- | ------------------------ | ----------------------------------------------------------- | --------------- | ------------- |
| 2003      | Szívek szállodája        | Gilmore Girls                                               | Jill            |               |
| 2005      |                          | Silver Bells                                                | Rose            |               |
| 2005      | Zack és Cody élete       | The Suite Life of Zack & Cody                               | Rebecca         |               |
| 2005-2008 | Zoey 101                 | Zoey 101                                                    | Lola Martinez   |               |
| 2006      | Everwood                 | Everwood                                                    | Thalia Thompson |               |
| 2009      |                          | The Naked Brothers Band                                     | Önmaga          |               |
| 2009      |                          | Spectacular!                                                | Tammi Dyson     |               |
| 2009      | True Jackson, VP         | True Jackson, VP                                            | Vivian          |               |
| 2009      | iCarly                   | iCarly                                                      | Shelby Marx     |               |
| 2010      |                          | The Boy Who Cried Werewolf                                  | Jordan Sands    |               |
| 2010      | Az alakulat              | The Troop                                                   | Eris Fairy      |               |
| 2010–2013 | V, mint Viktória         | Victorious                                                  | Tori Vega       | Czető Zsanett |
| 2011      | iCarly                   | iCarly                                                      | Tori Vega       |               |
| 2010–2015 | A Madagaszkár pingvinjei | The Penguins of Madagascar                                  | Stacy           |               |
| 2013      | Big Time Rush            | Big Time Rush                                               | Önmaga          |               |
| 2015      |                          | Eye Candy                                                   | Lindy Sampson   |               |
| 2015      |                          | Undateable                                                  | Amanda          |               |
| 2016      |                          | Cooper Barrett's Guide to Surviving Life                    | Ramona Miller   |               |
| 2016      |                          | The Rocky Horror Picture Show: Let's Do the Time Warp Again | Janet Weiss     |               |
| 2017      | Jóapátok                 | Man with a Plan                                             | Sophia          |               |
| 2017      |                          | Impractical Jokers                                          | Önmaga          |               |
| 2018      |                          | American Housewife                                          | Harper          |               |
| 2018      |                          | Queen America                                               | Hayley Wilson   |               |
| 2018      | Robot Chicken            | Robot Chicken                                               | Student         |               |
| 2020      |                          | 50 States of Fright                                         | Logan           |               |
| 2020      |                          | The Real Bros of Simi Valley                                | Courtney Ingles |               |

## Díjak és jelölések
| Év   | Díj                                        | Kategória                                                                 | Jelölt                     | Eredmény |
| ---- | ------------------------------------------ | ------------------------------------------------------------------------- | -------------------------- | -------- |
| 2006 | Young Artist Awards                        | Legjobb fiatal együttes -előadás TV -sorozatban (vígjáték vagy dráma)     | Zoey 101                   | Elnyerte |
| 2007 | Young Artist Awards                        | Legjobb teljesítmény egy tévésorozatban - mellékszereplő fiatal színésznő | Zoey 101                   | Jelölve  |
| 2007 | Young Artist Awards                        | Legjobb fiatal együttes -előadás TV -sorozatban (vígjáték vagy dráma)     | Zoey 101                   | Elnyerte |
| 2008 | Young Artist Awards                        | Legjobb fiatal együttes -előadás TV -sorozatban                           | Zoey 101                   | Jelölve  |
| 2010 | Teen Choice Awards                         | Választható mosoly                                                        | Önmaga                     | Jelölve  |
| 2011 | ALMA Awards                                | Kedvenc TV színésznő - vígjáték                                           | V, mint Viktória           | Jelölve  |
| 2011 | Imagen Awards                              | Legjobb fiatal színésznő/televízió                                        | V, mint Viktória           | Jelölve  |
| 2011 | Nickelodeon Kids’ Choice Awards            | Kedvenc TV színésznő                                                      | V, mint Viktória           | Jelölve  |
| 2011 | NAACP Image Awards                         | Kiemelkedő teljesítmény egy ifjúsági/gyermekprogramban (sorozat)          | V, mint Viktória           | Jelölve  |
| 2011 | Nickelodeon Australian Kids' Choice Awards | Kedvenc TV sztár                                                          | V, mint Viktória           | Jelölve  |
| 2011 | Nickelodeon Australian Kids' Choice Awards | Hottest Girl Hottie                                                       | Önmaga                     | Elnyerte |
| 2011 | Young Artist Awards                        | Legjobb előadás TV filmben, minisorozatban vagy különleges sorozatban     | The Boy Who Cried Werewolf | Jelölve  |
| 2012 | ALMA Awards                                | Kedvenc TV színésznő - vígjáték                                           | V, mint Viktória           | Jelölve  |
| 2012 | Do Something Awards                        | TV -sztár: Nő                                                             | Önmaga                     | Jelölve  |
| 2012 | Imagen Awards                              | Legjobb fiatal színésznő/televízió                                        | V, mint Viktória           | Jelölve  |
| 2012 | Nickelodeon Kids’ Choice Awards            | Kedvenc TV színésznő                                                      | V, mint Viktória           | Jelölve  |
| 2012 | Young Artist Awards                        | Legjobb teljesítmény egy tévésorozatban                                   | iCarly                     | Jelölve  |
| 2013 | Young Artist Awards                        | Legjobb fiatal színésznő/televízió                                        | V, mint Viktória           | Jelölve  |
| 2013 | Nickelodeon Kids’ Choice Awards            | Kedvenc TV színésznő                                                      | V, mint Viktória           | Jelölve  |
| 2013 | Nickelodeon Slime Fest                     | Ausztrália kedvenc Nick Starja                                            | V, mint Viktória           | Elnyerte |
| 2013 | Nickelodeon Slime Fest                     | Ausztrália kedvenc Hottie                                                 | Önmaga                     | Elnyerte |